# キミがいるから (Kyleeの曲)
「キミがいるから」は、アメリカ出身の女性歌手Kyleeのメジャー1stシングル。2010年3月24日にDefSTAR RECORDSから発売された。

## 概要
2009年に史上最年少の15歳で野外音楽フェス『サマーソニック』のステージに立ち、初の日本語詞である本作でメジャーデビューを果たした。
表題曲の「キミがいるから」が映画『誰かが私にキスをした』の主題歌に起用され、さらに本人も同作に女優としてインターナショナル・スクールに通う14歳の女の子役で出演し、異例のＷデビューを果たしている。カップリング曲の「On My Own」と「She wishes」も映画挿入歌に採用された。
「キミがいるから」は、発売前からUSENリクエストランキング3位を記録、大手歌詞検索サイトでも検索ランキング1位を獲得している。

## 収録曲
| #  | タイトル                       | 作詞     | 作曲          | 編曲          | 時間 |
| -- | ------------------------------ | -------- | ------------- | ------------- | ---- |
| 1. | 「キミがいるから」             | 田中花乃 | 谷口尚久      | CHOKKAKU      | 5:04 |
| 2. | 「On My Own」                  | Kylee    | masasucks     | masasucks     | 3:12 |
| 3. | 「She Wishes」                 | Kylee    | Nature Living | Nature Living | 4:25 |
| 4. | 「キミがいるから」(Less Vocal) | 田中花乃 | 谷口尚久      | CHOKKAKU      | 5:01 |